# 巴斯岩
巴斯岩（Bass Rock），或簡稱巴斯（蘇格蘭蓋爾語：Creag nam Bathais或蘇格蘭蓋爾語：Am Bas），是蘇格蘭東部福斯灣外圍的一個島嶼，離岸約2公里（1英里），位於北貝里克東北5公里（3英里）。現時，該處無人居住，並為北半球最大的塘鵝棲息地。

## 歷史
6世紀，聖人Baldred曾居住在此，成為巴斯岩上的第一位居民。其身為聖芒戈（St Mungo）派來的傳教士和隱士，將基督教傳播給洛申人（Lothians）。他亦在東洛申地區Tyninghame建立了一座修道院，後來作為隱士居住的牢房。他的名字亦被銘記在聖鮑德雷德的船上，在巴斯岩以南的位置，位於鄧巴附近的約翰繆爾郊野公園（John Muir Country Park）的西北方。Tyninghame的修道院屹立 300 多年，直至公元 941 年被丹麥人破壞。
1058 年後，蘭黛家族（Lander Family）在岩石上建立了一座城堡，後來羅伯特三世送載第二個兒子詹姆斯到巴斯岩，以提供保護。羅伯特三世的第二個兒子詹姆斯，後來成為詹姆斯一世。直到一艘船來運送他離開巴斯岩石，前往法國。身為國王的弟弟奧爾巴尼公爵計劃登上王位，因此，奧爾巴尼攔截運載詹姆斯的船，並將他囚禁在溫莎的圓塔長達十九年。
1605 年， Irongray 的 John Michael Welsh 成為第一位因其宗教信仰而被囚禁在巴斯岩上的牧師。
18世紀，擁有人（the Larid）將巴斯岩出租予一位租戶，該租戶有權在其7英畝的草地上放牧羊群，並獵殺塘鵝。1870 年 8 月 29 日，威爾士親王愛德華國王七世因應爵士Sir Hew Hamilton-Dalrymple的邀請，參加他在巴斯岩上的射擊派對，而到訪巴斯岩。

## 文學作品
巴斯岩出現在許多文學作品中，包括羅伯特·路易斯·史蒂文森的《Catriona》和Ross Laidla 的《The Lion is Rampant》。 
羅伯特·路易斯·史蒂文森的短篇小說《The Wreckers》的靈感來源亦被指來源於巴斯岩。

## 現況

### 動植物

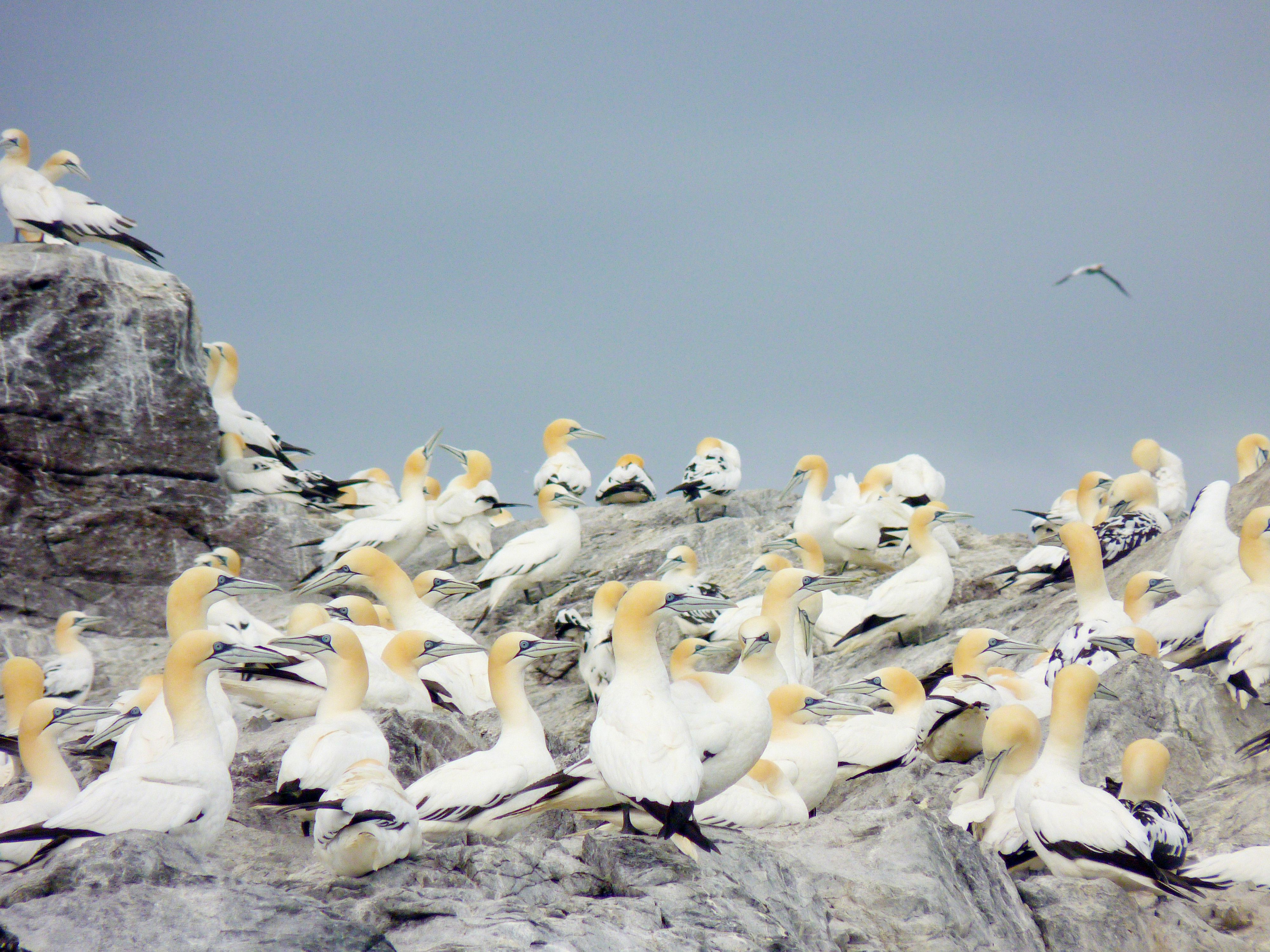
巴斯岩上的海鳥

巴斯岩為北半球最大的塘鵝棲息地，島上擁有超過 150,000 隻塘鵝，還有大量其他海鳥和海洋野生動物。

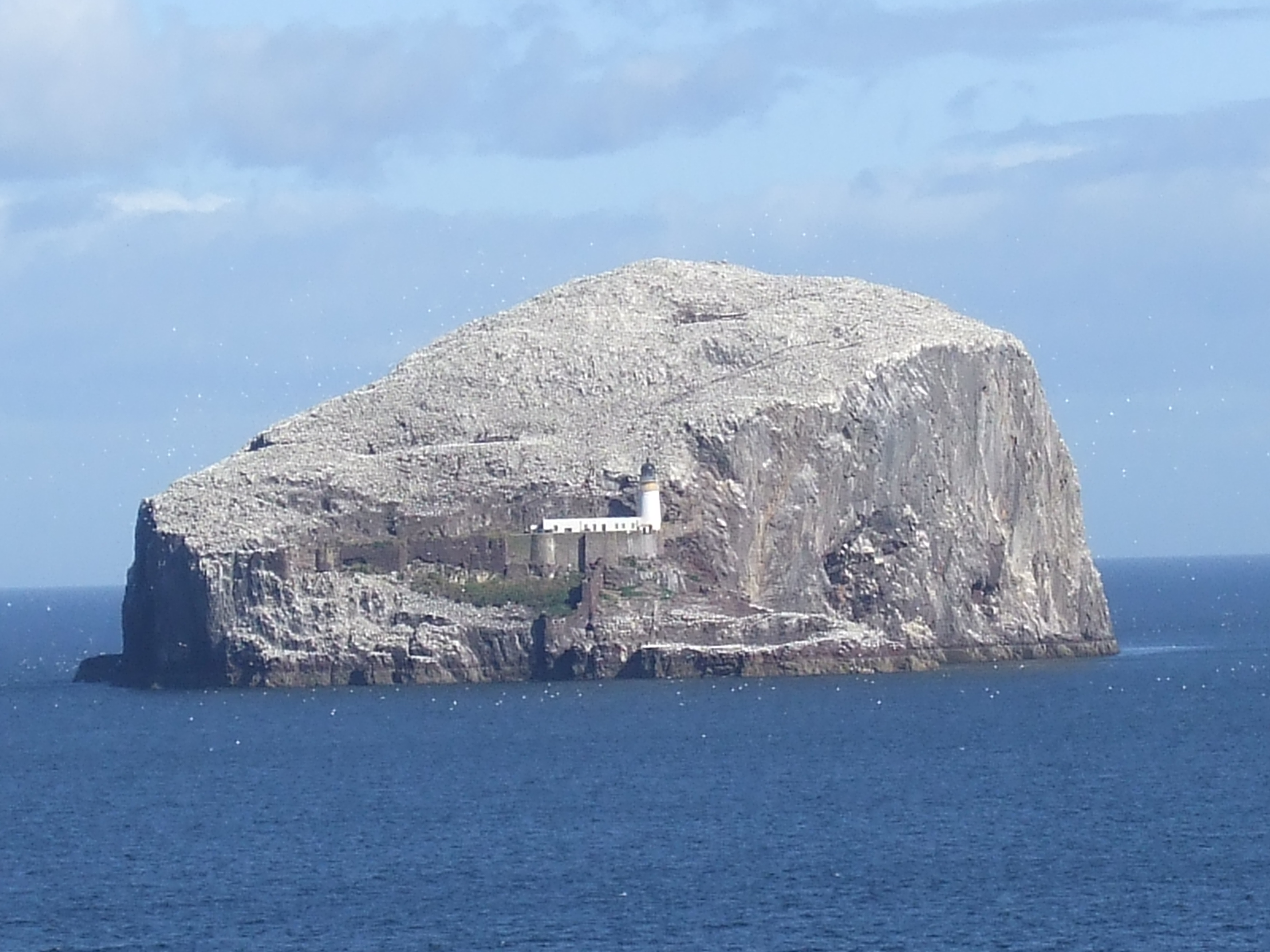
巴斯岩

### 旅遊地
旅客可以通過蘇格蘭海鳥中心乘船前往該地點，該中心提供半日遊，讓遊客可以觀賞塘鵝之棲息地，並參觀巴斯岩上的城堡遺址。